# Stoilești
Stoilești est une commune du județ de Vâlcea en Roumanie.